# Chrysura laconiae
Chrysura laconiae is een vliesvleugelig insect uit de familie van de goudwespen (Chrysididae). De wetenschappelijke naam van de soort is voor het eerst geldig gepubliceerd in 2001 door Arens.